# Nodubothea
Nodubothea is een kevergeslacht uit de familie van de boktorren (Cerambycidae). De wetenschappelijke naam van het geslacht werd voor het eerst geldig gepubliceerd in 2008 door Monné M. A. & Monné M. L..

## Soorten
Nodubothea omvat de volgende soorten:
- Nodubothea nodicornis (Bates, 1881)
- Nodubothea zapoteca Monné M. A. & Monné M. L., 2008